# Jack Green
Pour les articles homonymes, voir Jack Green (athlétisme).
Jack Green, né à Glasgow, le 12 mars 1951 et mort le 18 avril 2024, est un guitariste et chanteur écossais.

## Biographie

### Carrière
Guitariste de T-Rex de 1973 à 1974, il rejoint ensuite le groupe The Pretty Things de 1974 à 1976 avant de se lancer dans une carrière solo à partir de 1980.

## Discographie
- 1980 : Humanesque
- 1981 : Reverse Logic
- 1983 : Mystique
- 1986 : Latest Game